# NGC 3037
NGC 3037 este o emission-line galaxy⁠(d) situată în constelația Hidra. A fost descoperită în 26 martie 1835 de către John Herschel. Se află la o distanță de 1.466,4907 de parseci de Pământ.